# Gallery Park Hotel
Le Gallery Park Hotel est un hôtel situé dans le voisinage Centre de Rīga (Lettonie).

## Présentation
Le Gallery Park Hotel & SPA est un hôtel 5 étoiles. 
Le Gallery Park Hotel & SPA a ouvert en 2009 après une grande restauration et a reçu le prix du meilleur hôtel de Lettonie. Il est situé au cœur de Riga dans un immeuble du XIXème siècle. bâtiment du siècle inscrit sur la liste du patrimoine mondial de l'UNESCO.

## Histoire
Le bâtiment de l'hôtel a été construit en 1875. À cette époque, le commerçant Johan Joachim Fenger chargea l'architecte M. Holst de concevoir pour sa famille un manoir de style néoclassique. 
Un an plus tard, le commerçant engagea Roberts Pflūgs, qui conçut le solarium, la rampe et les écuries. En 1892, un autre architecte alors reconnu, Johans Daniels Felsko, ajouta un portail à caryatides à la maison achevée.
Plus tard, le bâtiment appartint à la famille de Wilhelm Leopold Hartmann et de son épouse Johanna Maria (née Fenger). Wilhelm Hartmann était le fondateur et propriétaire de l'usine W.Hartmann qui produisait du beurre (au 21-23, Veca Jelgavas iela). Avec le bâtiment, Johanna Maria a hérité de son père une grande voiture, qui appartenait auparavant à sa grand-mère. L'intérieur de la voiture était réalisé en soie vert foncé. Dans cette calèche à quatre chevaux, Johanna Maria allait et revenait de Paris. La calèche est actuellement exposée au musée ethnographique de plein air de Lettonie.
Jusqu'en 1940, ce bâtiment était le siège de la compagnie maritime Fricis Grauds, la plus grande de Lettonie. 
Après la seconde guerre mondiale, le bâtiment, situé en face d'un parc, devint la propriété de l'armée soviétique et abritait le département politique de la région militaire de la Baltique.
Après la restauration de l'indépendance de la Lettonie, la famille Graudu a repris possession du bâtiment, qu'elle a vendu en 1996 à Vladimir Levin, associé à la société d'investissement New Century Holdings.
Depuis la restauration achevée en 2006, le Gallery Park Hotel est situé dans le bâtiment.

## Intérieur
Aujourd'hui, l'hôtel ressemble plutôt à un musée. Les murs du salon sont décorés de cuir gaufré doré, réalisé à la main à Paris par la société Tassin à l'aide de pochoirs en bronze et d'équipements de 1901.
Les boiseries d'origine sur les murs et le plafond du salon et de la réception ont été conservées et restaurées par des professionnels.
La réception a assemblé des meubles en chêne sculpté et recouverts de cuir vert, fabriqués à la fin du XIXe siècle par le célèbre atelier russe Schmidt, qui a obtenu le titre de fournisseur de Sa Majesté Impériale.
Il existe également des lanternes au sol de deux mètres de haut, coulées en France il y a plus de cent ans et peintes de la couleur du pont Alexandre III à Paris.
La cave à vin du rez-de-chaussée possède un ensemble de portes acquises lors d'une vente aux enchères en France, où elles proviennent d'un château construit, comme celui de Riga, en 1875.
Le sol décoré de manière unique de la cave à vin est le seul exemple conservé des sols si caractéristiques de Riga du XIXème siècle. Il convient d'attirer l'attention sur le psyché et le piano de la première moitié du XIXe siècle. Dans la plupart des pièces, le style Napoléon III, restauré par des designers européens, domine. Même les tapis persans de la réception, du salon et des chambres ont plus d’un siècle !
Pour décorer le centre spa de l'hôtel, créé selon le projet de l'architecte italien Gianluigi Landoni, des carreaux de mosaïque et de la pierre naturelle italienne ont été utilisés. La salle est décorée d'un panneau en mosaïque de Bisazza.

## Façade
La façade du bâtiment est de style néoclassique, avec des balcons orientés sur trois côtés : Krišjāņa Valdemāra iela (musée et Académie des Arts), le boulevard Kalpaka (Parc Kronvald) et la cour de l'hôtel avec jardin.
En 1892, le bâtiment possédait un portail à cariatides attaché du côté de Krišjāņa Valdemāra iela.
Des bas-reliefs représentant des têtes de chevaux ont été conservés sur l'ancienne écurie. En dessous se trouve aujourd'hui un parking souterrain avec un ascenseur pour voitures.
Auparavant, sur le côté du boulevard Kalpaka, tenu par deux chérubins, un cartouche portait la lettre "F", qui représentait la lettre initiale des propriétaires du bâtiment - Fenger. Aujourd'hui, le cartouche est décoré de la lettre "E".

## Galerie

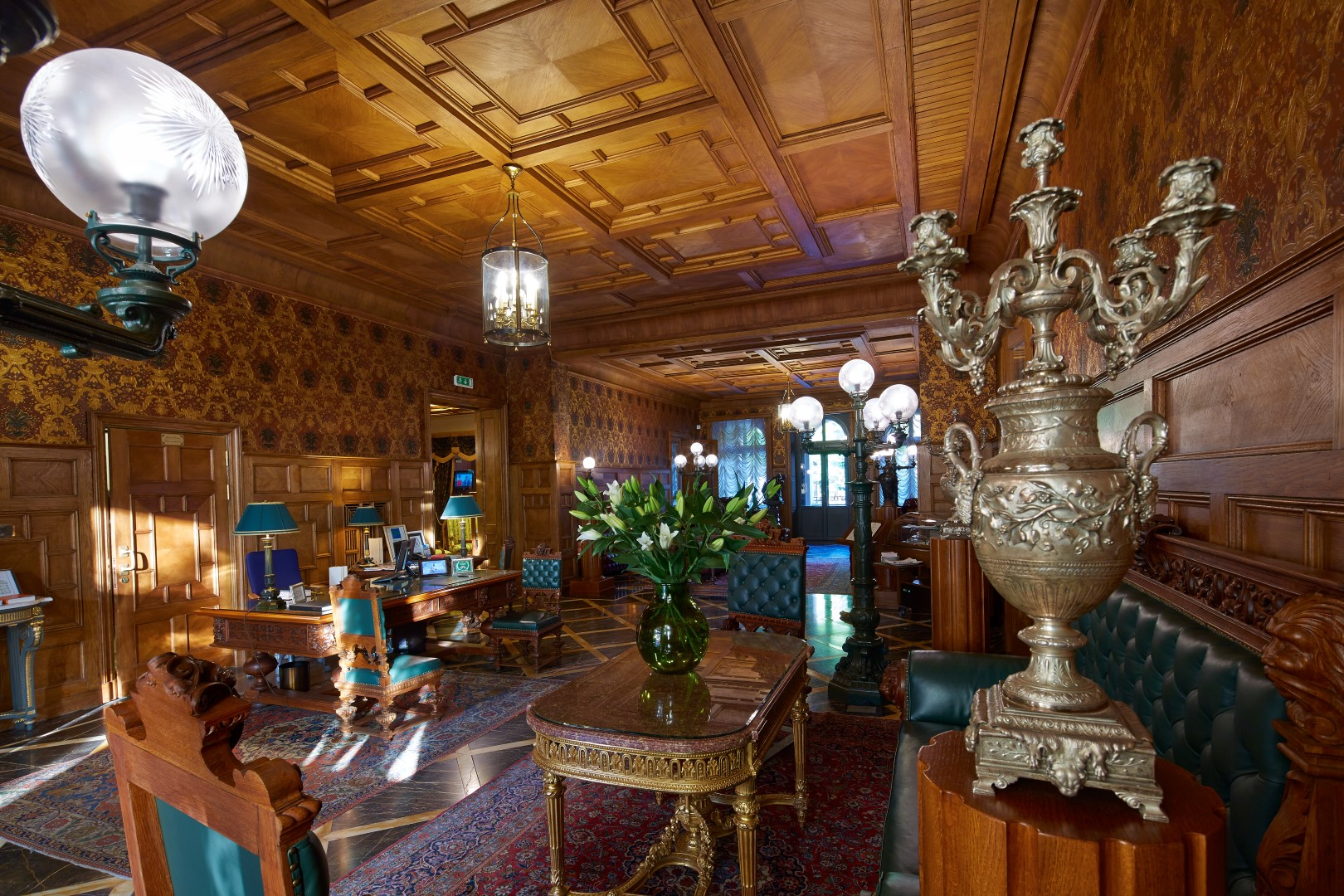
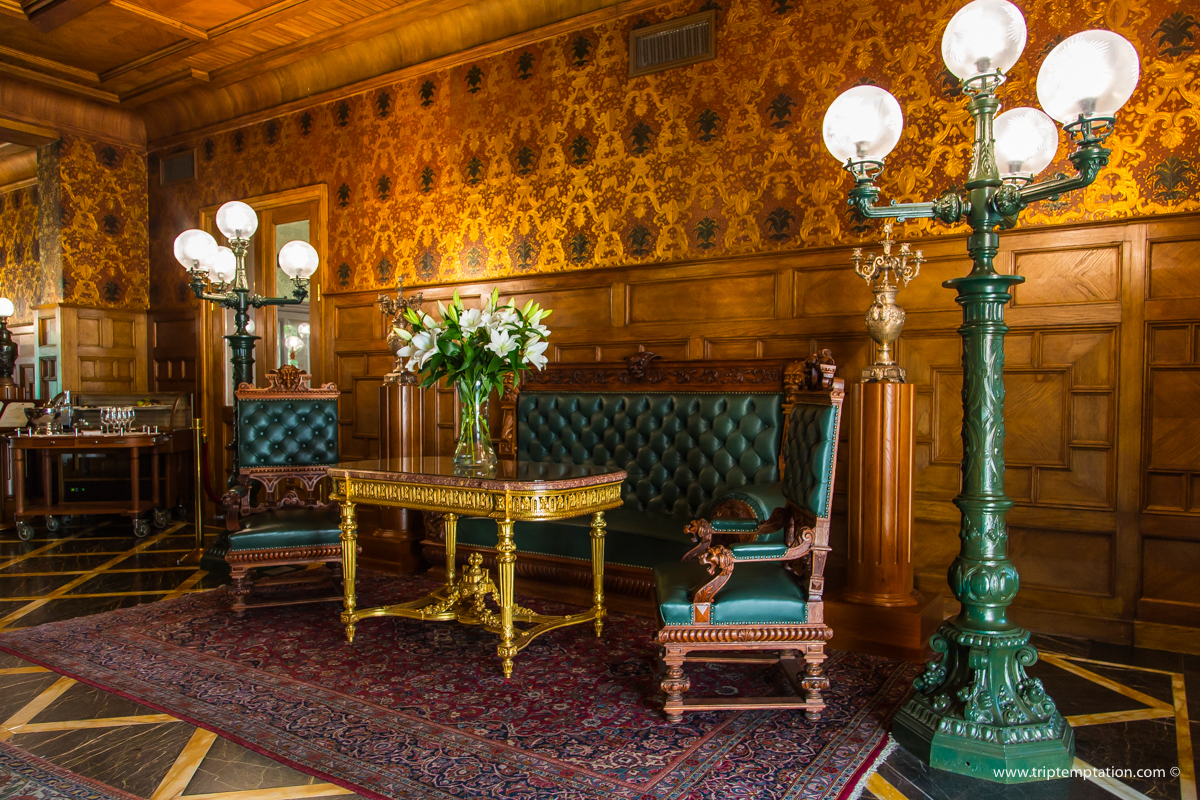